# La Battaglia di Algeri
La Battaglia di Algeri (àrab: معركة الجزائر, Maʿrakat al-Jazāʾir; francès: La Bataille d'Alger) és una pel·lícula italo-algeriana de Gillo Pontecorvo, estrenada el 1966. Els fets tenen lloc entre 1954 i 1957. Tenen com a marc, com el títol ho indica, la batalla d'Alger que enfrontà, durant la guerra d'Algèria, l'exèrcit francès als independentistes del Front Nacional d'Alliberament d'Algèria.
La pel·lícula està classificada en el lloc 120 a la llista de la revista Empire de les 500 millors pel·lícules de tots els temps.

## Argument
Una reconstrucció de la Batalla d'Alger de 1957, en ocasió de l'aixecament de la població algeriana musulmana pel Front d'Alliberament Nacional contra l'autoritat francesa, i de la temptativa del destacament paracaigudista de l'exèrcit francès de «pacificar» el sector. La pel·lícula descriu principalment la història d'Ali la Pointe en la «batalla d'Alger», i la lluita per al control del barri de l'alcassaba d'Alger el 1957 entre els militants del FAN i els paracaigudistes francesos de la 10a divisió paracaigudista, dirigits pel general Jacques Massu, que va fer servir tots els mitjans, incloent-hi l'ús de la tortura.

## Repartiment
- Brahim Haggiag: Ali la Pointe
- Jean Martin: coronel Mathieu - (el coronel Godard)
- Yacef Saadi: Djafar, el cap de la Zone Autonome d'Alger. (ZAA)
- Latafi Ahmed: Petit Omar
- Larbi Zekkal: Combatent del FAN
- Samia Kerbash: une de les noies de la ZAA
- Ugo Paletti: capità dels paracaigudistes francesos
- Fusia El Kader: Halima, una de les noies de la ZAA

## Objectivitat
El passat de delinqüent de l'heroi de la pel·lícula (Ali la Pointe és presentat, i se suggereix el seu passat de proxeneta (escena del recorregut dels bordells, i de l'execució d'Hacène). Ali la Pointe és clarament presentat com un home d'acció i de cap manera un intel·lectual.
Els atemptats del FAN són presentats com actes terroristes: assassinats de gendarmes i de policies tranquils, escena dels atemptats amb bomba al bar, la discoteca i l'agència Air France, on la càmera s'allarga sobre les víctimes abans de l'explosió: gent del tot normal, nens, nadons, incloent-hi musulmans. Després de l'explosió, el calvari de les víctimes també és presentat. El fet que uns quants minuts abans estaven tranquil·lament ballant o bevent, n'amplia el contrast.
El coronel Mathieu (Marcel Bigeard) és presentat com un soldat digne que té una missió difícil, i que ha d'utilitzar mitjans excepcionals. En cap moment no és presentat com un monstre o un botxí. En nombroses escenes el personatge expressa el seu punt de vista i justifica les seves accions.
La pregunta de la tortura és abordada com un fet, sense judici moral: només algunes escenes ensenyen actes de tortura. Tanmateix la pel·lícula presenta la tortura com eficaç per desmantellar la xarxa del FAN d'Alger.
Els soldats no són mostrats, són monstres: en una de les primeres escenes, després d'haver torturat un home i que s'hagi entaulat, els soldats ofereixen cafè i tranquil·litzen el presoner, tot segons el pla d'acció de l'exèrcit: utilitzar l'home per tal d'aconseguir el cor de l'organització del FAN, per desmantellar-lo.
Les ambigüitats de la premsa de l'època es presenten, incloent-hi les del diari comunista L'Humanité: tots reclamaven una acció ferma i ràpida de les autoritats al començament de la insurrecció, per posar-ne fi i restaurar l'ordre…
En conclusió, el film ensenya que cada camp lluita amb els mitjans de què disposa. El FAN per fer de cara a l'exèrcit francès i desmoralitzar l'ocupant no sembla tenir altra tria més que d'organitzar atemptats. L'exèrcit francès per desmantellar les xarxes i protegir els seus súbdits no sembla tenir altra tria que la tortura.

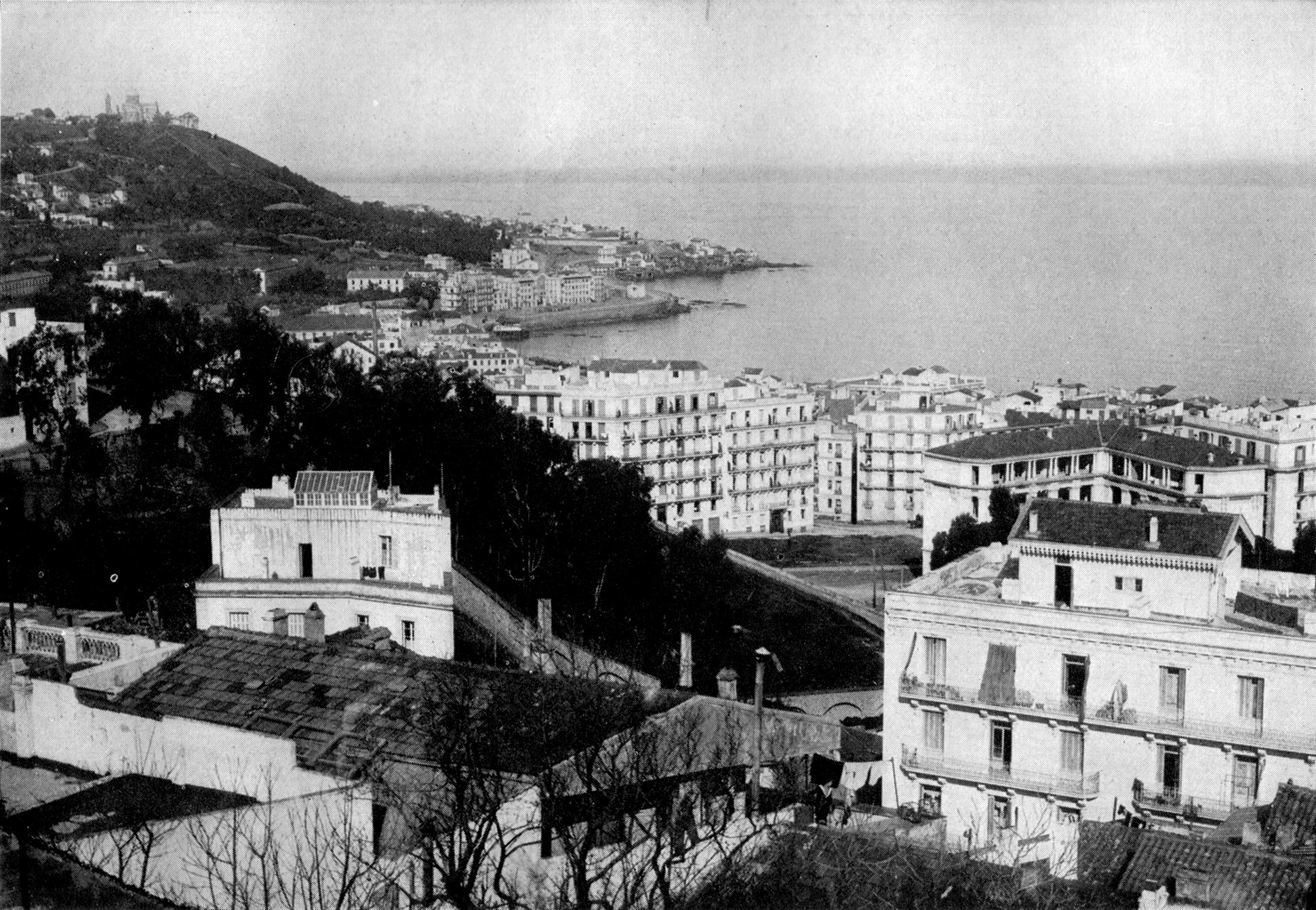
Lloc de rodatge del film

## Concepció i realització
La pel·lícula veu el dia el 1965, tres anys després de la fi de les hostilitats a Algèria, quan un dels caps militars de l'FAN a Alger, Yacef Saadi, va proposar al realitzador comunista italià la idea d'una pel·lícula basada en la seva experiència en l'ALN.
La pel·lícula és rodada amb diletants, a excepció de l'actor Jean Martin en el paper del coronel Mathieu al capdavant dels paracaigudistes francesos.
Aquesta pel·lícula ha estat rodada a l'Alcassaba d'Alger, càmera a l'espatlla. Els combatents supervivents de la batalla d'Alger de 1957 han servit de consellers tècnics. Algunes escenes d'interior, com la de la recepció en el transcurs de la qual el comissari acomiada una mestressa de casa, han estat realitzades a França. Les primeres imatges han estat rodades a la barri Cité Climat de France, 5.000 allotjaments, construïda per l'arquitecte Fernand Pouillon just sobre Bab-El-Oued.
Els carros de l'exèrcit francès que s'hi poden veure no són francesos sinó soviètics, ja que són blindats SU-100 prestats per l'exèrcit algerià que es proveïa a l'URSS.

## Rebuda critica
La presentació oficial d'aquesta pel·lícula al Festival de Venècia de 1966 va suscitar el mal humor de la delegació francesa que no va anar a la projecció. Després, la desconfiança inicial es va transformar en enemistat contra el jurat i contra els responsables de la Mostra quan els oficials francesos —Robert Bresson i François Truffaut eren suposats vencedors— el Lleó d'Or va caure a Gillo Pontecorvo i La Batalla d'Alger; la pel·lícula va rebre així el Lleó d'Or malgrat l'oposició de França. Pel crític suís Freddy Buache: «la passió, tenyida de xovinisme generalment no confessat, va confondre els judicis; es va proclamar la pel·lícula partidària, caricaturesca i mediocre […]».Després, afegeix, que som «en presència d'una obra magnífica i rigorosa que evita amb una rara delicadesa el conjunt dels defectes enumerats amb complaença: no de maniqueisme, no d'explotació novel·lesca d'un tema que continua sent de punta a punta greu i líric».

## Utilització pels militars
Aquesta pel·lícula va ser regularment projectada als cursillistes estrangers de l'Escola militar de les Amériques (instal·lada primer de tot a Panamà després a territori estatunidenc), en el marc dels estudis relatius a les guerres revolucionàries. El realisme amb l'escenificació i amb el guió han fet que aquesta pel·lícula hagi estat utilitzada a contraús per certs serveis d'informació.
Segons el diari Le Monde (8 setembre de 2003), uns quants mesos després del començament de la intervenció de la Coalició militar a Irak, els oficials de l'estat major de l'exèrcit americà i uns quants civils van ser convidats a visionar el film en un auditori al Pentàgon, per tal de fer una ullada a la guerra subversiva portada per França durant aquest període i fer un paral·lel amb els problemes trobats en l'ocupació de Bagdad durant la guerra de l'Iraq. A les targetes d'invitació enviades a aquests oficials de l'estat major, es pot llegir això: «Com guanyar la batalla contra el terrorisme i perdre la guerra de les idees?» La invitació estipulava també: «Nens disparen a soldats, dones posen bombes en cafès i aviat tota la població àrab combrega en una fervor boja. Els francesos tenen un pla i obtenen un èxit tàctic, però experimenten un fracàs estratègic, li recorda alguna cosa? per comprendre per què veniu a aquesta rara projecció. » Des que Donald Rumsfeld va anar a la projecció de la pel·lícula, «La Batalla d'Alger és un model d'ensenyament sobre la guerrilla urbana per comprendre millor el desenvolupament de la guerra a l'Iraq.»

## Premis i nominacions

### Premis
- 1966: Lleó d'Or a la 27a Mostra Internacional de Cinema de Venècia que va indignar la delegació francesa.

### Nominacions[10]
- 1969: Oscar al millor director per Gillo Pontecorvo
- 1969: Oscar al millor guió original per Franco Solinas i Gillo Pontecorvo